# Конституция на Украйна
Сегашната Конституция на Украйна е приета на 28 юни 1996 година.

## История
Първата конституция на Украйна (като УССР) е приета на 10 март 1919 година, следват нови конституции от 1929, 1937 и 1978 година.

## Структура
Конституцията на Украйна съдържа 161 члена, разпределени в 15 раздела:
1. Основни приложения
2. Права, свободи и задължения на човека и гражданите
3. Избори. Референдум
4. Върховна рада на Украйна
5. Президент на Украйна
6. Кабинетът на министрите на Украйна. Други органи на изпълнителната власт
7. Прокуратура
8. Правосъдие
9. Териториално устройство на Украйна
10. Автономна република Крим
11. Местно самоуправление
12. Конституционен съд на Украйна
13. Предложения за промени в Конституцията на Украйна
14. Заключителни разпоредби
15. Преходни разпоредби